# Aflou (distrito)
Aflou é um distrito localizado na província de Laghouat, Argélia, e cuja capital é a cidade de mesmo nome. A população total do distrito era de 113 197 habitantes, em 2008.[carece de fontes?]

## Comunas
O distrito é composto por três comunas:
- Aflou
- Sebgag
- Sidi Bouzid